# Trachypithecus obscurus carbo
O Trachypithecus obscurus carbo é uma das 7 subespécies de Trachypithecus obscurus.

## Estado de conservação
Esta subespécie encontra-se na lista vermelha da IUCN como não ameaçada, pois embora esteja susceptível a perda de habitat, é encontrada num parque nacional onde o desmatamento tem diminuído ao longo dos últimos anos.